# Nuestra Señora de la Paz y del Buen Viaje
Nuestra Señora de la Paz y del Buen Viaje, en idioma inglés Shrine of Our Lady of Peace and Good Voyage, también conocida como la Virgen de Antipolo. en idioma tagalo Birhen ng Antipolo es una advocación mariana patrona de  La Paz (Bayan ng La Paz),  municipio filipino  situado en la parte central de la isla de Luzón, provincia de Tárlac situada en la Región Administrativa de Luzón Central, también denominada Región III.

## Festividad
Su fiesta se celebra todos los años el día 24 de Enero.

## Historia
La imagen fue traída desde México por el galeón El Almirante a petición del gobernador Juan Niño de Távora en 1626. La feliz navegación a través el Océano Pacífico se atribuyó a la imagen de la Virgen, por ello se le dio el título de Nuestra Señora de la Paz y Buen Viaje.
Buscando su protección fue embarcada como patrona del Galeón de Manila en  otros seis viajes de Manila a Acapulco.

## Antipolo

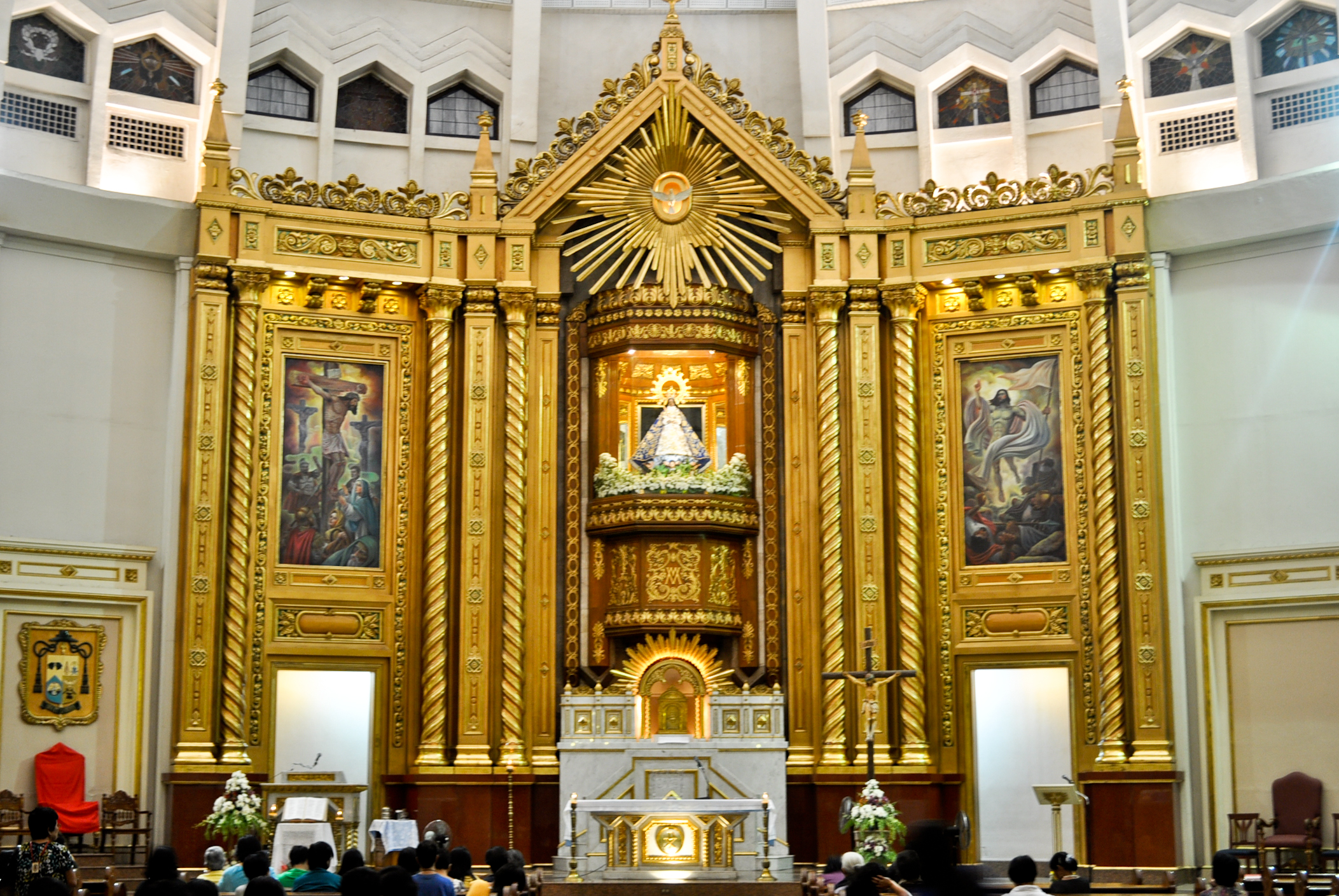
Catedral de Antipolo, altar mayor.

La Catedral de Nuestra Señora de la Paz y del Buen Viaje se encuentra en la ciudad de Antipolo, famosa por ser un lugar de peregrinación. En su interior se encuentra una estatua de la Santísima Virgen, tallada en madera oscura, traída desde de México (Virreinato de Nueva España) en 1626 y que es venerada por los católicos filipinos.

## La Paz

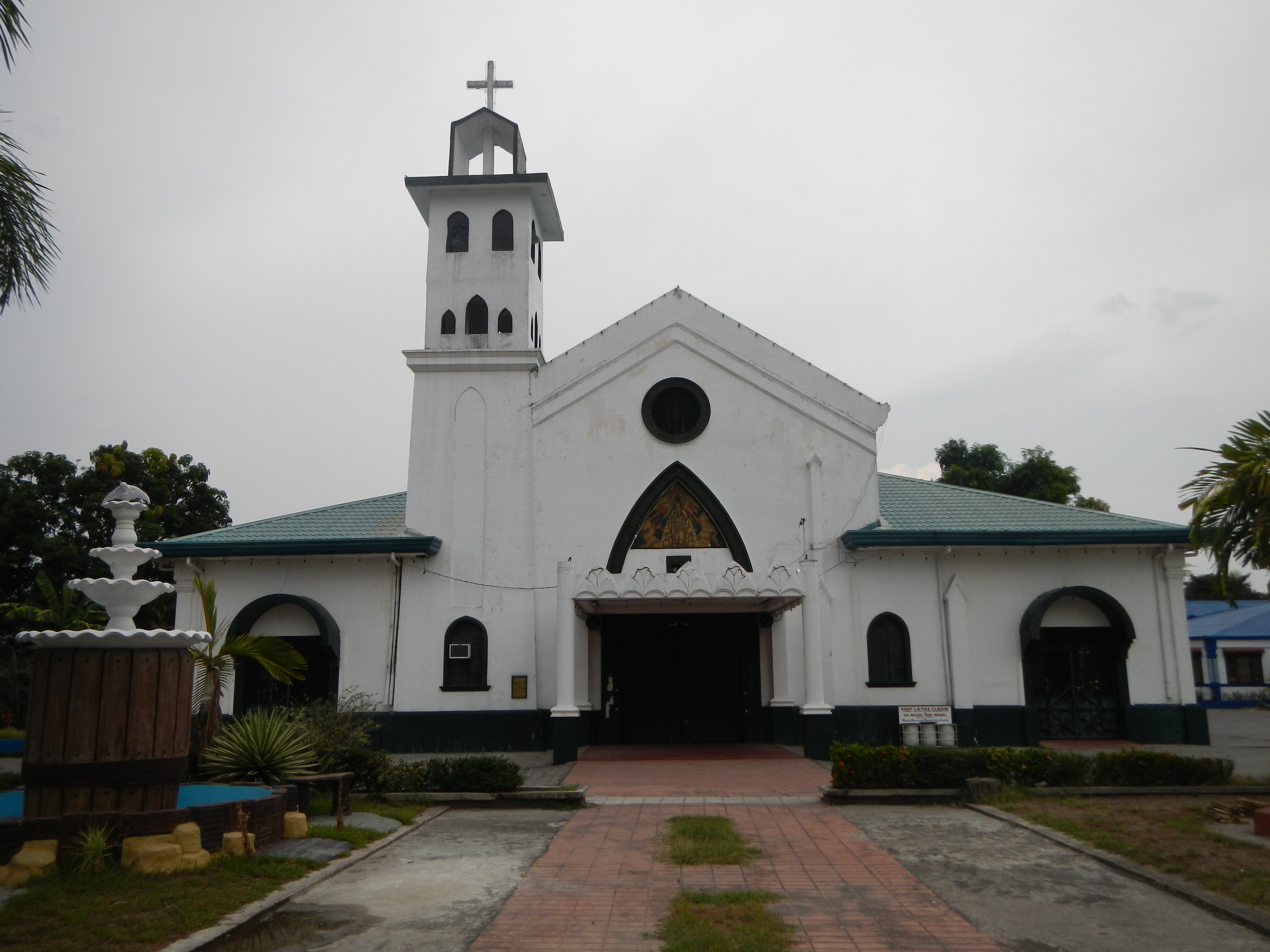
Iglesia de La Paz

La primera Iglesia Católica en La Paz fue construido alrededor de 1917, cuando la imagen fue adquirido por los feligreses a través de donaciones.
Forma parte de la Vicaría de La Inmaculada Concepción, perteneciente a la Diócesis de Tarlac en la provincia Eclesiástica de San Fernando.
Destino favorito de los peregrinos que anhelan milagros.

## Balete
Balete en la provincia de Batangas conmemora la llegada de la imagen.